# کلاریتا گاتو
کلاریتا گاتو (ایتالیایی: Clarita Gatto؛ زادهٔ ۱۳ دسامبر ۱۹۵۶) بازیگر اهل ایتالیا است.
از فیلم‌ها یا مجموعه‌های تلویزیونی که وی در آن‌ها نقش داشته است، می‌توان به حوزه استحفاظی، افسران پلیس، پاپریکا، مصاحبه، بهیار، پیرینوی باحال و عالیجناب با معشوقه‌اش زیر تخت اشاره نمود.